# Girlfriend (chanson d'Avril Lavigne)
Pour les articles homonymes, voir Girlfriend.
Singles de Avril Lavigne
When You're Gone
(2007) The Best Damn Thing
(2008)
Girlfriend est une chanson de la chanteuse canadienne Avril Lavigne. La chanson a été écrite par Lavigne avec son producteur Dr Luke sortie le 27 février 2007 comme le premier single de son troisième album studio, The Best Damn Thing. En général, la chanson est du style pop punk et power pop qui parle de « voler le copain d'une autre fille ».
Girlfriend a reçu de manière générale des critiques positives. La chanson a été un succès dans le monde entier, avec une entrée à la première place des charts dans huit pays, dont le Canada, les États-Unis et en Australie. Girlfriend s'est en outre dressé dans le top dix dans la plupart des autres pays. Le clip de la chanson a été réalisé par Les Malloys. En juin 2007, le remix officiel de la chanson, avec la rappeuse américaine Lil Mama a été libéré. Lavigne a interprété la chanson à plusieurs reprises, y compris à l'édition 2007 MuchMusic Video Awards, en 2007 dans les Teen Choice Awards, et les Prix Juno en 2008.
La chanson a été certifiée multi-platine en Australie et aux États-Unis. C'est la chanson la plus vendue de l'année 2007, avec plus de 7,3 millions de ventes à travers le monde.
En 2008, la chanson est devenue la vidéo la plus visionnée de YouTube, et a été la première vidéo sur le site à atteindre les 100 millions de vues. Rolling Stone a classé Girlfriend 37e sur leur liste des Top 100 Songs of 2007.
Girlfriend est disponible en sept langues, la seule différence avec la version anglaise étant le refrain traduit en français, espagnol, allemand, portugais, mandarin, italien et japonais.

## Critiques
Girlfriend a reçu de manière générale des critiques positives. 
Le célèbre hebdomadaire américain, Billboard Magazine, a placé le titre à la 94e place du single de la décennie Un autre important magazine américain Rolling Stone a placé la chanson en numéro 35 du top 100 des meilleurs titres de l'année 2007. Le magazine Blender décrit la chanson comme une « parfaite musique pop-punk ». Alex Macpherson du journal The Guardian a une décrit le single comme « addictif et si brillant .. un retour triomphal ».
AllMusic a souligné que la chanson est l'une des meilleures musiques punk-pop de tous les temps.

## Remix (Dr. Luke)
En juin 2007, le remix de la chanson Girlfriend est publiée, également produite par Dr. Luke dans laquelle la rappeuse américaine Lil Mama et Avril Lavigne chantent ensemble. La collaboration a été complètement non planifiée. Lil Mama a écrit son couplet toute seule et a ensuite proposé son remix a Avril qui était agréablement surprise. Les deux chanteuses ont finalisé le remix par téléphone, puis ont décidé de se voir pour faire le clip de la chanson.

### Classement international
| Classement (2007)    | Position maximale |
| -------------------- | ----------------- |
| Australie            | 1                 |
| Autriche             | 1                 |
| Belgique (Flandre)   | 8                 |
| Belgique (Wallonie)  | 7                 |
| Bulgarie             | 4                 |
| Canada               | 6                 |
| Europe               | 1                 |
| France               | 2                 |
| Allemagne            | 3                 |
| Irlande              | 1                 |
| Italie               | 1                 |
| Japon                | 33                |
| Nouvelle-Zélande     | 1                 |
| Pays-Bas             | 34                |
| Royaume-Uni          | 2                 |
| République tchèque   | 4                 |
| Slovaquie            | 8                 |
| États-Unis (Hot 100) | 1                 |
| États-Unis (Pop)     | 1                 |
| Suède                | 1                 |
| Suisse               | 3                 |

## Version
Download digital
1. Girlfriend - 3:37

CD single,
1. Girlfriend - 3:37
2. Alone - 3:13

CD single (japonais)
1. Girlfriend - 3:37
2. Girlfriend (version instrumentale) - 3:36